# Liste des rythmes musicaux
Vous pouvez aider à l'améliorer ou bien discuter des problèmes sur sa page de discussion.
- Il peut contenir un travail inédit ou des déclarations non vérifiées. Vous pouvez l’améliorer en ajoutant des références. (Marqué depuis décembre 2018)

Vous pouvez aider à l'améliorer ou bien discuter des problèmes sur sa page de discussion.
- Il ne cite pas suffisamment ses sources. Vous pouvez indiquer les passages à sourcer avec {{référence nécessaire}} ou {{Référence souhaitée}}, et inclure les références utiles en les liant aux notes de bas de page. (Marqué depuis décembre 2018)
- Il doit être recyclé. La réorganisation et la clarification du contenu sont nécessaires. (Marqué depuis décembre 2018)
- Il est orphelin : moins de trois articles lui sont liés. Aidez à ajouter des liens en plaçant le code [[Liste des rythmes musicaux]] dans les articles relatifs au sujet. (Marqué depuis mars 2025)

- Archive Wikiwix
- Bing
- Cairn
- DuckDuckGo
- E. Universalis
- Gallica
- Google
- G. Books
- G. News
- G. Scholar
- Persée
- Qwant
- (zh) Baidu
- (ru) Yandex
- (wd) trouver des œuvres sur Wikidata

Les rythmes musicaux sont très nombreux et très variés bien qu'ils aient des points communs, tels un tempo, une pulsation, un cycle, un accent, un battement, une mesure ou un caractère. On ne peut les détailler tous, mais on peut en comprendre les variables et les principes mathématiques qui les régissent puisqu'il s'agit de formules de la division du temps.
On peut aussi faire une distinction entre rythmes populaires et rythmes savants, les premiers n'excédant guère les 10 temps alors que les seconds peuvent aller jusqu'à 108 temps... Cette différence se retrouve selon les "musiques à danser" et les "musiques à écouter".
Le rythme, outre sa fonction esthétique ou distractive, a aussi une fonction sociale en donnant à chacun une place dans le groupe, dans les villages africains notamment. Il correspond alors aussi à une véritable signature de ce groupe.
Enfin, il y a des rythmes arythmiques en apparence, qui obéissent à des lois auxquelles nous sommes peu habitués, mais qui sont naturels pour certaines populations.

## Rythmes d'Afrique
- Arabo-andalous : Les rythmes arabo-andalous s'expriment dans des mouvements (mizan et iqa) et se retrouvent lors de l'interprétation des noubat où leurs noms et caractères dépendent de l'école dont ils sont héritiers :

CerBasît (mshâliya et bughya) - Qâ’im wa-nisf - Btâyhî - Quddâm - Dârij / Tûshiya ou Dâ'ira ou Bashraf - Mestekhber san'â ou Mishalia - Tûshiya - Msaddar - Btâyhi - Darj - Tûshiya el Insirafate - Insirâf - Khlâs ou Tûshiya el Kamal / Ishtiftâh ou Bashraf samâ'î ou Tshambar - Msaddar - Abyât - Btâyhî - Barwal - Darj - Tûshiyâ - Khafîf - Khatm
Ils partagent avec les Arabes du Moyen-Orient, les rythmes suivant, issus de la poésie :
Aaraj 5/8 - Aghar Aqsaq 5/8 - Aqsaq 9/8 - Awfar 19/4 - Awis 11/8 - Ayyub 2/4 - Dawr Hindi 7/8 - Dawr Al Kabir 28/4 - Dharafat 13/8 - Fakhit 20/4 - Fikra 15/4 - Frankajin 24/4 - Hazaj 22/4 - Jurjina 10/8 - Katakufti 8/8 - Khush Rank 17/8 - Malfuf 2/4 - Maqsum 4/4 - Masmudi Kabir 8/4 - Masmudi Saghir 4/4 - Mudawwar 12/4 - Muhajjar 14/4 - Mukhammas 16/8 - Mukhammas Turki 32/4 - Murabbaa 13/4 - Nawakht 7/4 - Nawakht Hindi 16/8 - Nim Dawr 18/8 - Nim Oyun Havasi 11/8 - Nim Rawan 9/4 - Sadah Duyek 16/8 - Samai Ta'er 3/8 - Samai Thaqil 10/8 - Shanbar Halabi 24/4 - Shanbar Kabir 48/4 - Shanbar Masri 48/4 - Sinkin Samai 6/4 - Sittatu Ashar 32/4 - Turrah 21/4 - Wahda 4/4 - Wahda Mukallafa 2/4 - Warshan Arabi 32/4 - Yuruk Samai 6/8
- Mandingues : Les rythmes africains sont particulièrement élaborés pour une musique d'ensemble polyrythmique.
- EWES , originaire du sud  Nigeria, Bénin, Togo, Ghana ont hérités du Rythmes Agbadja[1]. Le  rythme musical Agbadja ou Agbadza réuni le peuple quelques soit leur lieu de résidence.
- Aklima ou encore Atoumpani est un rythme purement réservé aux hauts dignitaires en ethnies Ewé. Lors des fêtes traditionnelle comme Agbogbo za à Notsè,  Ayiza à Tsévié les batteurs utilisent ce rythme fabuleux pour appeler le noms des ancêtres vaillants qui ont combattu pour la protection du peuple. Vou Ga, atoupanie communique avec les ancêtres[2].

## Rythmes d'Amérique
- Brésiliens : Les rythmes brésiliens sont axés autour des toques, qui sont des modèles rythmiques qu'on retrouve tout autant dans le samba et le candonblé que dans la capoeira, où il s'agit alors de structures rythmico-mélodiques :

Amazonas - Angola - Angolaem gege - Angolinha - Assalva - AveMaria - Aviso - Benguela - Cavalaria - Cinco Salomão - Estandarte - Gege - Gege ketu - Hino - Idalina - Ijexá - Iuna - Jogo de Dentro - Muzenza - Panhe alaranja no chão tico-tico - São Bento Grande - Sao Bento Grande em gege - São Bento Grande de Compasso - São Bento Pequeno - Santamaria- SantaMaria Dobrado - SantaMaria Regional - Samba de Angola - Samba da Capoeira – Samongo - Sustenida
- Cubains : Les rythmes cubains sont dits aussi afro-cubains et sont très liés à la danse.

Boléro - Caballo - Caballo Funk - Cha-cha-cha - Chachalokuafun - Comparsa - Conga - Guaguanco - Guajira - Guaracha - Mambo - Marcha - Mozambique - Merengue - Rumba - Son cubain - Songo

## Rythmes d'Asie
- Arabes : Les rythmes arabes (iqa) ont des cycles extrêmement longs et sont sujets à de fréquentes variations. On y rencontre souvent des rythmes "boiteux".

Aaraj 5/8 - Aghar Aqsaq 5/8 - Aqsaq 9/8 - Awfar 19/4 - Awis 11/8 - Ayyub 2/4 - Dawr Hindi 7/8 - Dawr Al Kabir 28/4 - Dharafat 13/8 - Fakhit 20/4 - Fikra 15/4 - Frankajin 24/4 - Hazaj 22/4 - Jurjina 10/8 - Katakufti 8/8 - Khush Rank 17/8 - Malfuf 2/4 - Maqsum 4/4 - Masmudi Kabir 8/4 - Masmudi Saghir 4/4 - Mudawwar 12/4 - Muhajjar 14/4 - Mukhammas 16/8 - Mukhammas Turki 32/4 - Murabbaa 13/4 - Nawakht 7/4 - Nawakht Hindi 16/8 - Nim Dawr 18/8 - Nim Oyun Havasi 11/8 - Nim Rawan 9/4 - Sadah Duyek 16/8 - Samai Ta'er 3/8 - Samai Thaqil 10/8 - Shanbar Halabi 24/4 - Shanbar Kabir 48/4 - Shanbar Masri 48/4 - Sinkin Samai 6/4 - Sittatu Ashar 32/4 - Turrah 21/4 - Wahda 4/4 - Wahda Mukallafa 2/4 - Warshan Arabi 32/4 - Yuruk Samai 6/8
- Indiens : Les rythmes indiens (tâla) sont une partie intégrante majeure de l'exécution d'un râga. Ils ont la particularité d'avoir des cycles très longs, courant sur des multiples du rythme; en outre ils ont une complexité exceptionnelle, mathématique, quant à la division du temps et les combinaisons de rythmes binaires en ternaires, et vice-versa :

Ada Chautâl 14/8 - Adhi 8/4 - Chautâl 12/8 - Dâdrâ 6/4 - Dipchandi 14/4 - Damâr 14/4 - Dhumali 8/8 - Ektâl 12/8 - Jhaptâl 10/4 - Jhumra 14/8 - Kaharwa 8/4 - Khanda Chapu 5/4 - Mishra Chapu 7/4 - Punjabi 16/4 - Rupak 7/4 - Roopaka 6/4 - Sankeerna Chapu - Sooltâl 10/8 - Tîntâl 16/4 - Tivra 7/8- Tilwara 16/8
- Iraniens :

Halgerten - Shir-e mâdar - Shish Hashtom - Yek sado bisto chahâr - Zhang-e shotor
- Turcs : Les rythmes turcs (usul) sont l'héritage des rythmes ottomans eux-mêmes liés à ceux de l'Asie Centrale. Ils ont souvent des cycles très longs, et une présence lancinante du rythme boiteux. Outre des rythmes dansés (Laz - Thaqil (10) - Sofyan - Tik - Tsifteteli) ils se subdivisent en :

Usuls mineurs (moins de 16 temps) :
Aksak (9) - Aksak Semai (10) - Avfer (9) - Ayin Devr-i Revanı (Mevlevi Devr-i Revanı) (14) - Bektasi Devr-i Revanı (13) - Ceng-i Harbi (10) - Devr-i Hindi (7) - Devr-i Turan (7) - Frenkçin (12) - Düyek (8) - İkiz aksak (12) - Lenk Fahte (10) - Mürekkep Nim Sofyan (6) - Müsemmen (8) - Nim çember (12) - Nim Evsat (13) - Nim Sofyan (2) - Oynak (9) - Raks Aksağı (9) - Raksan (15) - Şarkı Devr-i Revanı (13) - Semai (3) - Sofyan (4) - Tek vurus (11) - Türk Aksağı (5) - Yürük Semai (6)
Usuls majeurs (plus de 16 temps) :
Beste Devr-i Revani (26) - Çehar (124) - Çenber (24) - Çifte Düyek (16) - Darb-i Fetih (88) - Darb-i Hüner (38) - Devr-i Kebir (28) - Durak Evferi (21) - Evsat (26) - Fahte (20) - Fer' (16) - Frengi Fer (28) - Hafif Berefsan (32) - Havi (64) - Hezeç (22) - Muhammes (32) - Nim Berefsan (16) - Nim Devir (18) - Nim Hafif (16) - Nim Sakil (24) - Nim Zencir (60) - Remel (28) - Sakil (48) - Türki Darb (18) - Zencir (120)

## Rythmes d'Europe
- Balkans : En plus de rythmes autochtones, les Balkans ont subi une forte influence byzantine; l'influence byzantine a été reprise par l'empire ottoman et tous les peuples de l'empire ottoman se sont influencés les uns les autres.
- Grecs : Les rythmes grecs ne sont pas non plus exempts de l'influence des peuples qui composaient les empires byzantin puis ottoman, mais ils sont en plus liés à la danse :

Antikrysto - Aptaliko - Ballos - Camilieriko - Carsilamas - Kalamatianos - Mantilatos - Pousnitsa - Sousta - Syrtos - Tsamikos - Tsifteteli - Zeymbek